# Spreewölfe Berlin
Die Spreewölfe Berlin sind ein Inline-Skaterhockey-Verein aus Berlin.

## Vereinsgeschichte
Gegründet wurde der Verein am 7. März 2009 von Mitgliedern des Uni-Teams der Freien und der Technischen Universität Berlin. In der Saison 2010 stellten die Spreewölfe Berlin das erste Mal ein Herren-Team in der BISHL (Berliner Inline Skater Hockey Liga), sowie erstmals ein Damenteam, das in der 2. Damenliga Nord der ISHD startete. Die 1. Damen erreichten bereits im ersten Jahr den Meistertitel in der 2. Damenliga Nord und stiegen somit in die 1. Damenliga auf. Der Verein meldete zudem zur Saison 2011 erstmals für die Regionalliga Nord der ISHD, in der man neben den Red Devils Berlin als zweites Berliner Team auftritt. Neben den regulären Meisterschaftswettbewerben nehmen die 1. Damen sowie 1. Herren am ISHD-Pokal der Damen bzw. Herren teil. Darüber hinaus spielen die 1. Herren sowie 2. Herren im BISHL-Pokal.

## Mannschaften
Die Spreewölfe stellen fünf Teams im Ligabetrieb (Stand November 2024). Zudem sind sie Teil des berlinweiten „Team Unitas“ in der 1. Bundesliga.
| Team             | Liga               |
| ---------------- | ------------------ |
| Damen            | 1. Damenbundesliga |
| Herren I         | Regionalliga Ost   |
| Herren II        | Regionalliga Ost   |
| Nachwuchs (U-13) | Schülerliga        |
| Nachwuchs (U-10) | Bambiniliga        |
| Hobby            | H-Liga             |

## Spielstätten

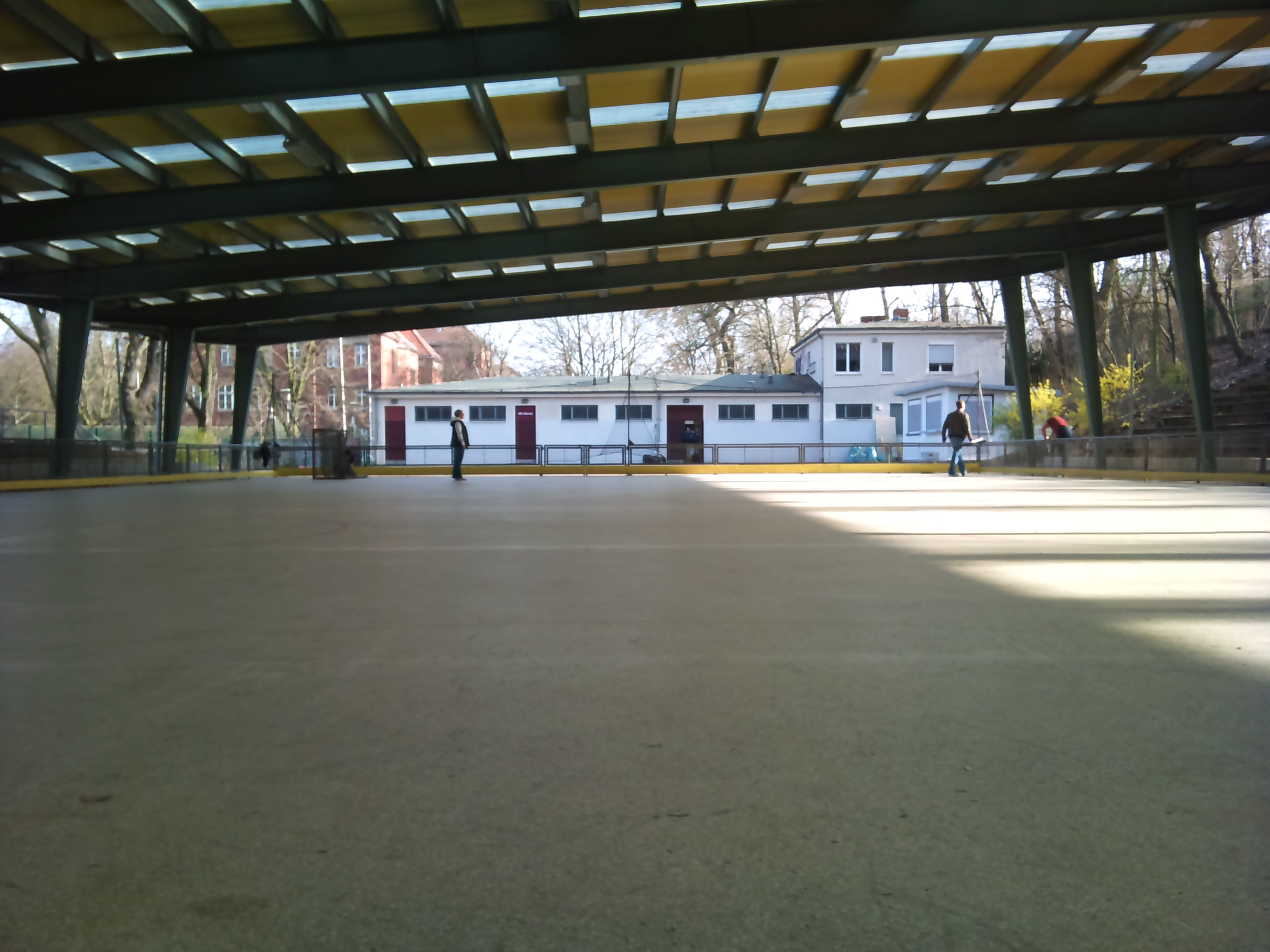
Sanierte Rollschuhbahn mit neuerrichtetem Dach

Die Heimspielstätte der Spreewölfe Berlin ist das Poststadion in Berlin-Moabit. Bekannt durch Fußballbundesliga- und Nationalmannschaftsspiele nach dem Zweiten Weltkrieg, beherbergt die Sportanlage rund um den Sportpark Poststadion auch eine überdachte und beleuchtete Rollbahn mit einer Kapazität von über 500 Steh- und Sitzplätzen. Hier finden alle Trainings und Heimspiele der Mannschaften im Ligabetrieb statt. 2013 wurde mit ehrenamtliche Engagement eine Bandenkonstruktion mit Plexiglasscheiben gebaut.